# Baar-Ebenhausen
Baar-Ebenhausen är en kommun i Landkreis Pfaffenhofen an der Ilm i Regierungsbezirk Oberbayern i förbundslandet Bayern i Tyskland.
Kommunen bildades 1 maj 1984 genom en sammanslagning av kommunerna Baar och Ebenhausen.